# Tenuiphantes tenebricola
Tenuiphantes tenebricola là một loài nhện trong họ Linyphiidae.
Loài này thuộc chi Tenuiphantes. Tenuiphantes tenebricola được miêu tả năm 1834 bởi Wider.